# Wijsentkade

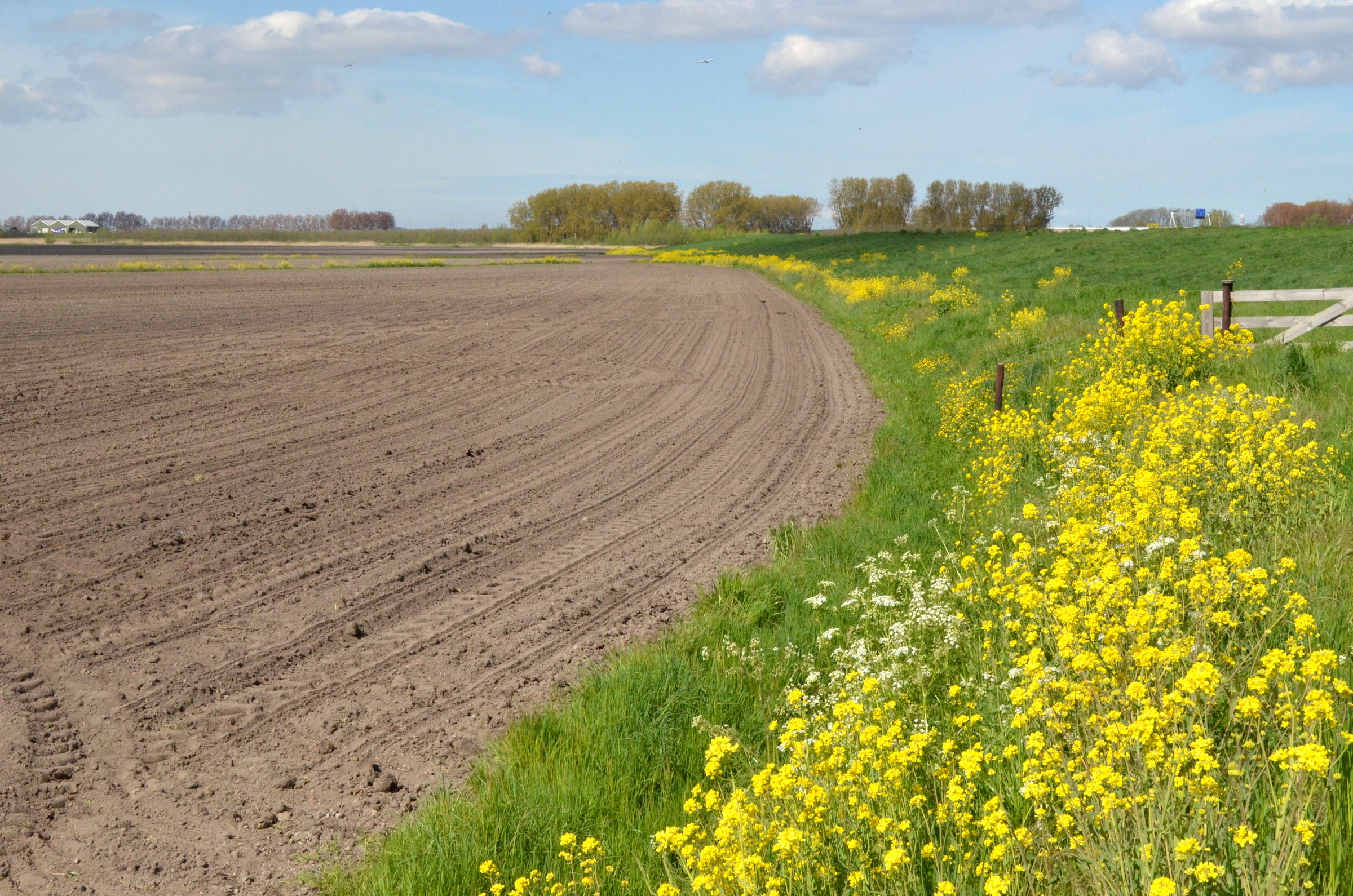
De Wijsentkade bij de Lutkemeerpolder.

Wijsentkade is een kade (en deels voetpad) tussen de Lutkemeerpolder de Osdorper Bovenpolder en de Middelveldsche Akerpolder in Amsterdam Nieuw-West.

## Geschiedenis en ligging
De Wijsent of Wijzend was een watergang binnen de gemeente Sloten. De naam komt vaker voor in Noord-Holland. Het watertje en de kade vormden vanaf de middeleeuwen tot in de 19e eeuw de scheiding tussen de ambachtsheerlijkheid (later gemeente) Sloten enerzijds en de ambachtsheerlijkheden Nieuwerkerk en Raesdorp anderzijds.

## Lutkemeerpolder
Na de inpoldering van de Lutkemeer in 1865 vormde de Wijsentkade een ringdijk rondom de Lutkemeerpolder, geheel gelegen binnen de gemeente Sloten. Sindsdien vormt deze kade de begrenzing met de Osdorper Bovenpolder aan de noordoostkant en de Middelveldsche Akerpolder aan de zuidoostkant. In het onbebouwde deel van de polder is de kade grotendeels in het landschap terug te vinden. Bij de Lutkemeerweg ligt een coupure in het dijklichaam van de Wijsentkade.

## Voetpad
Volgens de BAG is de Wijsentkade in de 21e eeuw een stukje verhard voetpad in een groenstrook tussen de straat De Alpen en de Ringvaart van de Haarlemmermeerpolder. Deze loopt daar parallel aan de Ookmeerweg richting Lijnderbrug. Ten zuidoosten van dat pad ligt de woonwijk De Aker uit de jaren negentig van de 20e eeuw.

## Kunstwerken
De Wijsentkade kent geen bebouwing en heeft dus geen huisnummers maar er zijn twee kunstwerken, deze bevinden zich in de onmiddellijke omgeving van elkaar.

### Brug 1872
Om vanuit de buurt De Aker-West in de groenstrook te komen werd een brug aangelegd. Deze brug 1872 is een voetbrug tussen de straten Schotse Hooglanden en Ben Avon aan de ene kant en het parkje aan de andere kant. De brug is gebouwd op een betonnen paalfundering met betonnen landhoofden, brugpijlers en borstweringen. De overspanning is van stalen liggers waarop planken met antisliplaag. De balustrade/leuningen zijn eveneens van metaal.

### Stapeling omlaag
Op het noordwestelijke landhoofd van die brug staat het beeld Stapeling omlaag van Niko de Wit uit 1983. Volgens Kunstwacht Amsterdam (beheerder kunst in de openbare ruimte van Amsterdam) markeert het de grens van de wijk De Aker West, plaatselijk bekend als Schotse Hooglanden. Het zou tevens de grens van evenwicht weer geven, een geliefd onderwerp van de kunstenaar. Het beeld bestaat uit een stapeling van vijf blokken van cortenstaal, waarbij het tweede blok scheef op het eerste blok is geplaatst en zo verder. Een eventueel zesde blok zou de toren laten omvallen. Niko de Wit legde het principe soms uit aan de hand van scheef gestapelde pakjes boter, die bij het zoveelste pakje uiteindelijk omvalt. Een variant van dit beeld staat op de Rotonde Dorpsstraat te Bakel (1996-1998). Volgens Het XYZ van Amsterdam (J. Kruizinga en Gerrit Vermeer, 1995) liet de kunstenaar zich inspireren door mastaba’s en stond het beeld eerst aan de Voorlingweg 11, een straat die in de 21e eeuw compleet verdwenen is, ondergespoten in de wijk De Aker.

## Afbeeldingen

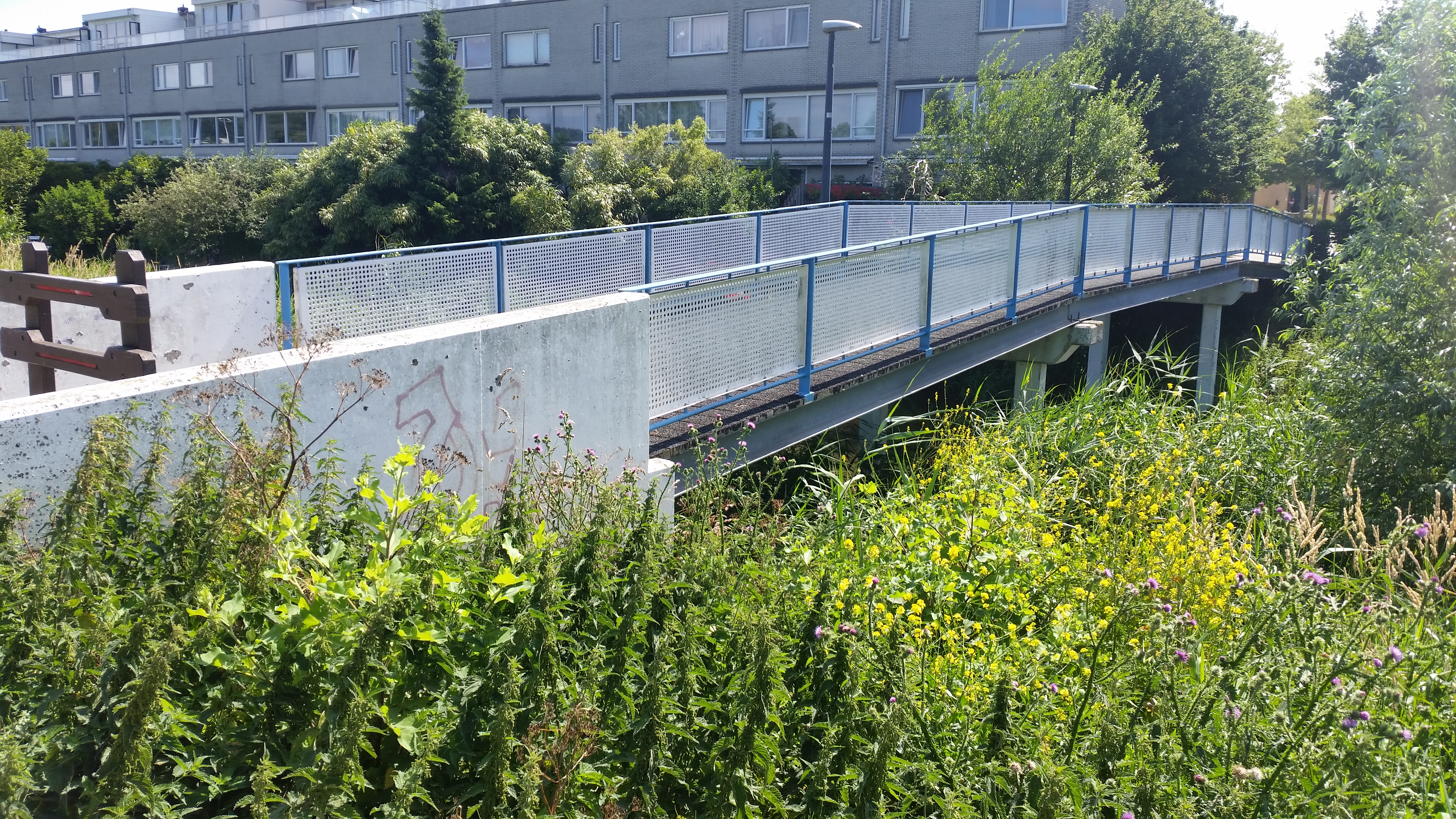
Brug 1872 (juni 2019)
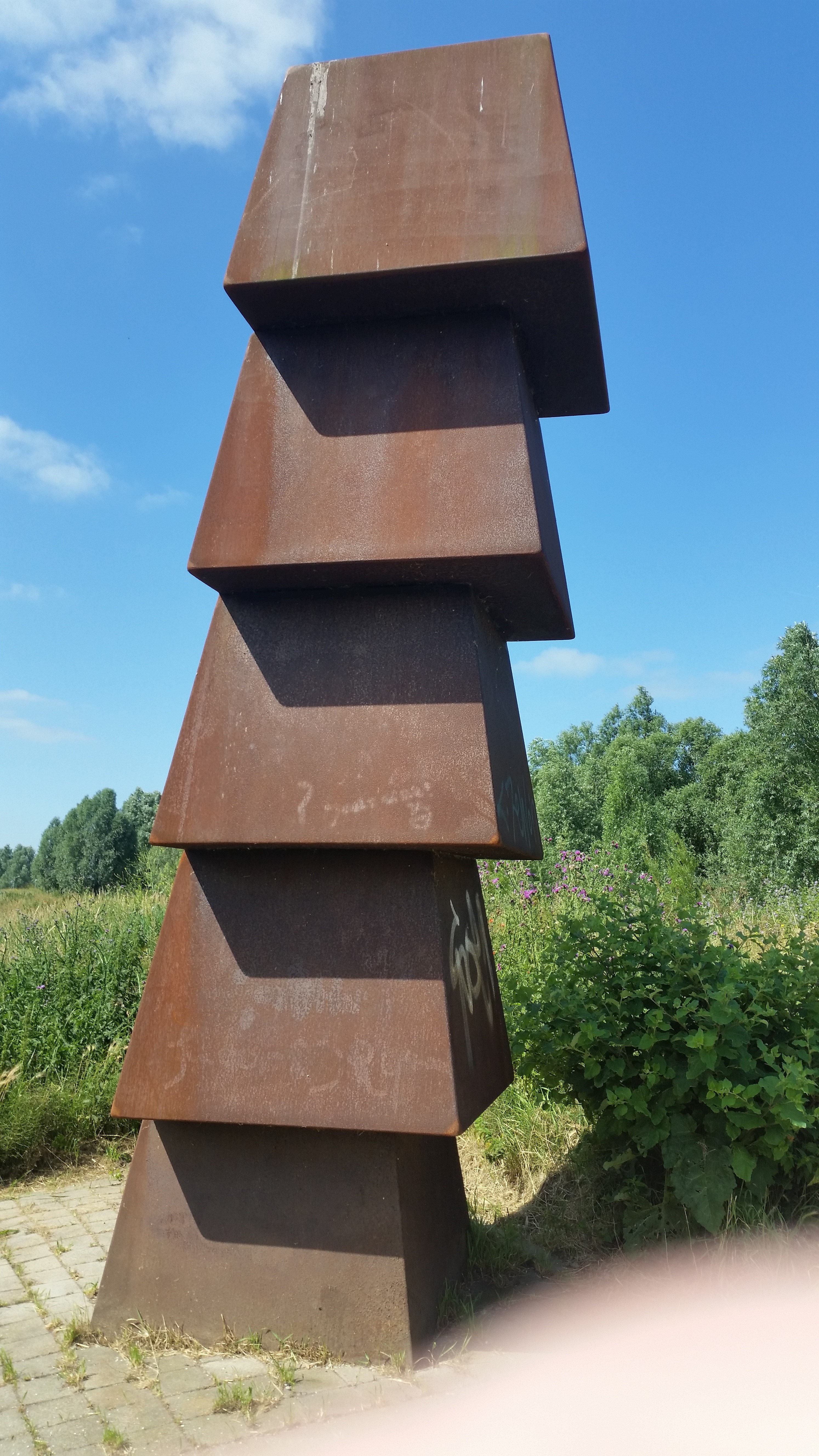
Stapeling omlaag van Niko de Wit (juni 2019)
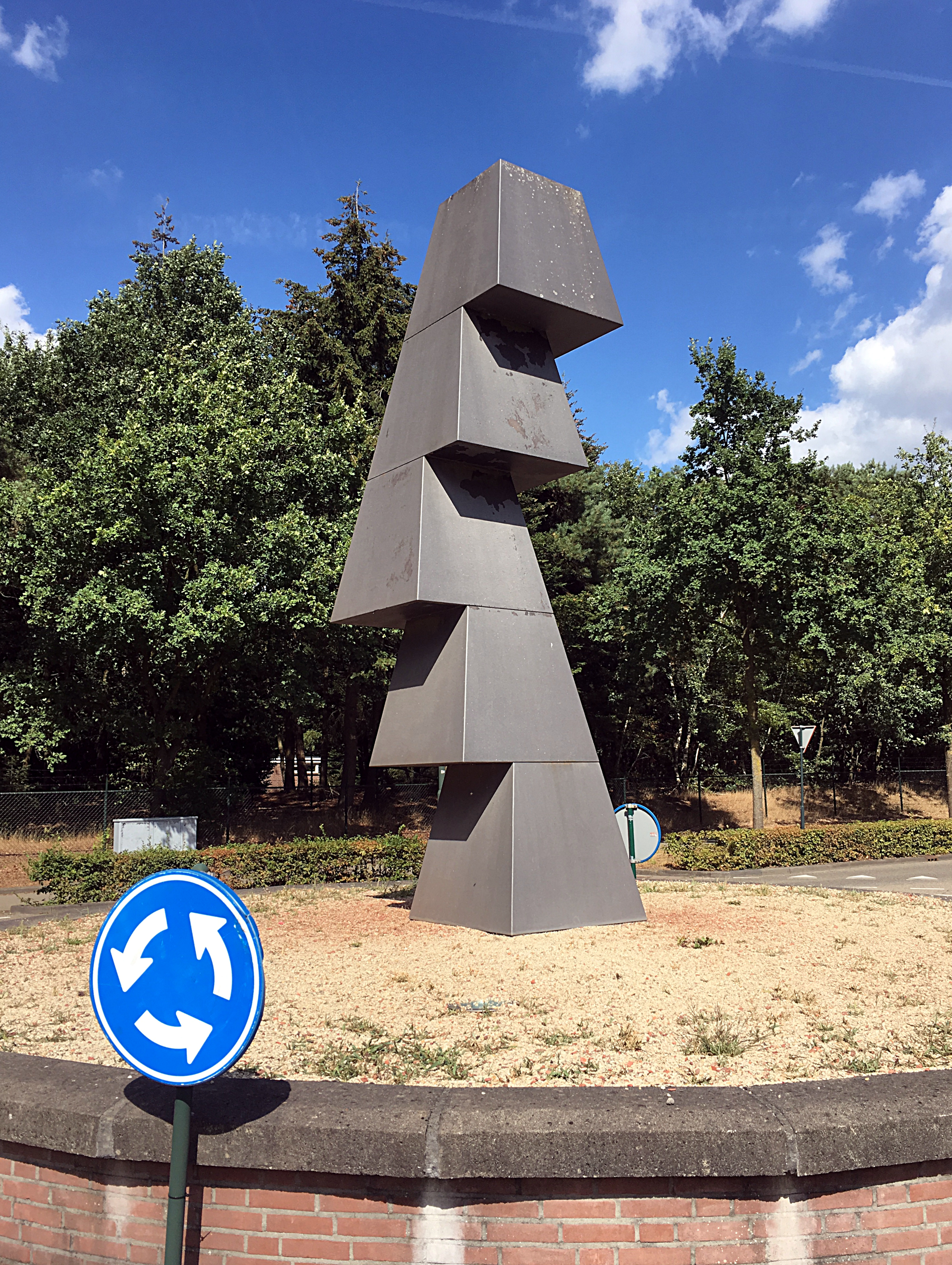
Verschoven stapeling van Niko de Wit in Bakel (augustus 2018)